# Ратилово (Костромская область)
Ратилово — деревня в Расловском сельском поселении Судиславского района Костромской области России.

## География
Деревня расположена у реки Меза, недалеко от железнодорожной ветки Кострома — Галич и автодороги Кострома — Верхнеспасское Р98.

## История
Согласно Спискам населенных мест Российской империи в 1872 году деревня относилась к 1 стану Костромского уезда Костромской губернии. В ней числилось 4 двора, проживало 9 мужчин и 11 женщин.
Согласно переписи населения 1897 года в деревне проживало 42 человека (19 мужчин и 23 женщины).
Согласно Списку населенных мест Костромской губернии в 1907 году деревня относилась к Богословской волости Костромского уезда Костромской губернии. По сведениям волостного правления за 1907 год в ней числилось 9 крестьянских дворов и 53 жителей. Основным занятием жителей деревни, помимо земледелия, был извоз.
До муниципальной реформы 2010 года деревня также входила в состав Расловского сельского поселения Судиславского района.

## Население
| 1872 | 1897 | 1907 | 2008 | 2010 | 2014 |
| ---- | ---- | ---- | ---- | ---- | ---- |
| 20   | ↗42  | ↗53  | ↘3   | ↘0   | ↗3   |

## Комментарии
1. ↑  В числившийся в том же уезде усадьбе Ратилово, также находившейся в 32 верстах от Костромы, проживало 15 человек (6 мужчин и 9 женщин).
2. ↑  Также указана в Шишкинской волости.
3. ↑  В числившийся в Шишкинской волости усадьбе Ратилово, также находившейся в 32 верстах от Костромы, имелось 2 двора и 10 жителей.